# Panslaviske farver
De panslaviske farver – rød, blå og hvid – indgår i flere slaviske landes flag og hentyder til de slaviske folkeslags fælles baggrund.
De tre farver indgik i det russiske flag og blev i midten af 1800-tallet (hvor Rusland var det eneste selvstændige slaviske land) antaget af den panslaviske bevægelse.
Flag i de panslaviske farver anvendes i dag i Tjekkiet, Slovakiet, Slovenien, Kroatien, Serbien og Rusland samt af det sorbiske mindretal i Tyskland. Jugoslavien anvendte også et panslavisk flag, mens Tjekkoslovakiet brugte det nuværende tjekkiske flag. Også Montenegro brugte tidligere som jugoslavisk provins et flag i de panslaviske farver.